# Wolfgang Faber (Politiker)
Wolfgang Faber (* 2. Juli 1936 in Berlin-Zehlendorf; † 17. Februar 2025) war ein deutscher Politiker und Landtagsabgeordneter (CDU).

## Leben und Beruf
Nach dem Schulbesuch absolvierte Faber eine kaufmännische Ausbildung und war anschließend als kaufmännischer Angestellter bei der Rheinstahl Wanheim GmbH in Duisburg im Bereich der Datenverarbeitung beschäftigt. Er studierte dann an der Universität Köln und schloss 1965 das Studium als Diplom-Handelslehrer ab. Er leitete freiberuflich die Werkschule der Rheinstahl AG und war in Minden Betreiber des „Kaufm. Repetitoriums Dipl.-Hdl. W. Faber“.
Der CDU gehörte Faber seit 1974 an. Er war in zahlreichen Parteigremien tätig, so u. a. Mitglied des CDU-Kreisvorstandes Minden-Lübbecke.

## Abgeordneter
Vom 24. September 1987 bis zum 30. Mai 1990 war Faber Mitglied des Landtags des Landes Nordrhein-Westfalen. Er rückte über die Reserveliste seiner Partei nach.
Dem Rat der Stadt Porta Westfalica gehörte er ab 1979 an.